# Жена у црном
Жена у црном (енгл. The Woman in Black) британски је натприродни хорор филм из 2012. Режију потписује Џејмс Воткинс, по сценарију Џејн Голдман. Темељи се на истоименом роману ауторке Сузан Хил из 1983. Главне улоге тумаче Данијел Радклиф, Киран Хајндс, Џенет Мактир и Лиз Вајт. Радња, смештена у рани 20. век Енглеске, прати младог адвоката који путује у удаљено село где открива да осветнички дух жене прогони локално становништво.
Премијера је приказана 24. јануара 2012. у Лондону. Добио је углавном позитивне рецензије критичара, који су похвалили Радклифову глуму, фотографију, режију и атмосферу. Такође је остварио комерцијални успех, зарадивши скоро 130 милиона долара широм света. Наставак, Жена у црном: Анђео смрти, приказан је 2014.

## Радња
Артур Кипс је удовац и адвокат чија је бол угрозила каријеру, па је послат у удаљено село да среди послове недавно преминулог ексцентрика. Убрзо после његовог доласка, постаје јасно да сви у граду крију смртоносну тајну. Иако становници града покушавају да спрече Кипса да открије њихову трагичну прошлост, али он ускоро сазнаје да кућу која је припадала његовом клијенту прогони дух жене која је чврсто решила да пронађе некога или нешто што је изгубила. Нико, чак ни деца, не могу да избегну њену освету.

## Улоге
| Глумац           | Улога          |
| ---------------- | -------------- |
| Данијел Радклиф  | Артур Кипс     |
| Киран Хајндс     | Сем Дејли      |
| Џенет Мактир     | Елизабет Дејли |
| Лиз Вајт         | Џенет Хамфри   |
| Софи Стаки       | Стела Кипс     |
| Миша Хендли      | Џозеф Кипс     |
| Артур Дохерти    | Луси Џером     |
| Виктор Макгвајер | Џералд Харди   |